# Fabrizio Poletti
Fabrizio Poletti (ur. 13 lipca 1943 w Gavello), włoski piłkarz, obrońca. Srebrny medalista MŚ 1970. Długoletni zawodnik Torino FC.
Piłkarzem Torino był w latach 1962–1971. W tym czasie we wszystkich rozgrywkach rozegrał 275 spotkań, w 1968 i 1971 triumfował w Pucharze Włoch. W 1971 odszedł do Cagliari Calcio, gdzie grał do 1974. W sezonie 1974–1975 był zawodnikiem Sampdorii.
W reprezentacji Włoch zagrał 6 razy. Debiutował 16 czerwca 1965 w meczu ze Szwecją. Podczas MŚ 70 wszedł na zmianę w półfinale z RFN. Był to jego jedyny występ w turnieju, dał mu tytuł wicemistrza świata. Ostatni raz w reprezentacyjnej koszulce wybiegł na boisko kilka miesięcy później.